# دختر ساری
دختر ساری فیلمی به کارگردانی و نویسندگی گرجی عبادیا محصول سال ۱۳۴۲ است.

## خلاصه داستان
احمدخان پس از فریب دادن ستاره همراه دوستش مسعودخان ساری را ترک می‌کند و برای گرفتن پست مهمتری به تهران می‌رود...

## بازیگران
- سهیلا
- گرجی عبادیا
- نادر بیات
- مهین دیهیم
- رحیم روشنیان
- حسین امیرفضلی
- اشرف کاشانی
- لادن
- کامران
- نوری
- عزیزه